# Карабаки, Георгий Ильич
Георгий Ильич Карабаки, другой вариант имени — Александр (1922, село Багдати, Социалистическая Советская Республика Грузия — неизвестно) — звеньевой колхоза имени Бакрадзе Маяковского района, Грузинская ССР. В 1949 году получил почётное звание Героя Социалистического Труда, которого был лишён в 1960 году в связи с осуждением.

## Биография
Родился в 1922 году в крестьянской семье в селе Багдати (1940—1990: город Маяковский). После окончания местной сельской школы трудился в колхозе имени Бакрадзе Маяковского района. В послевоенное время — звеньевой виноградарей в этом же колхозе.
В 1948 году звено под его руководством собрало в среднем с каждого гектара по 101,4 центнера винограда на участке площадью 3 гектара. Указом Президиума Верховного Совета СССР от 9 августа 1949 года удостоен звания Героя Социалистического Труда за «получение высокого урожая винограда в 1948 году» с вручением ордена Ленина и золотой медали «Серп и Молот» (№ 4315).
За выдающиеся трудовые достижения по итогам работы в 1949 году награждён вторым Орденом Ленина и по итогам работы в 1950 году — Орденом Трудового Красного Знамени.
С середины 1950-х годов проживал в Саратове, где трудился уполномоченным колхоза имени Бакрадзе по реализации вина в городах РСФСР.
28 августа 1958 года приговорён судебной коллегией по уголовным делам Саратовского областного суда по статьям 2 и 4 Указа от 4 июня 1947 года и ст. 19 — 107 УК РСФСР к 12 годам лишения свободы с конфискацией имущества. Обвинялся в сговоре с уполномоченным по колхозу из Нагорно-Карабахской автономной области, который продавал в Саратове тутовую водку. Предоставил арендованное им помещение и оборудование для розлива водки, разбавленной с 53 до 48 градусов. Вступив в сговор с саратовским райпотребсоюзом, они продавали излишки полученной продукции через сеть ларьков райпотребсоюза и выручку присваивали себе. Кроме разбавленной водки продавали также креплённый яблочный сок и виноградную водку. Ущерб государству составил более 138 тысяч рублей. Саратовский областной суд вынес представление о лишении Григория Карабаки почётного звания Героя Социалистического Труда и наград.
Указом Президиума Верховного Совета СССР от 5 сентября 1960 года лишён звания Героя Социалистического Труда за «совершение тяжких преступлений, выразившихся в хищении общественных и государственных ценностей в крупных размерах».
Дальнейшая судьба неизвестна.
Награды (лишён всех наград)
- Герой Социалистического Труда
- Орден Ленина — дважды (1949; 05.09.1950)
- Орден Трудового Красного Знамени (05.07.1951)